# 洪璡基
洪 璡基（ホン・ジンギ、朝鮮語: 홍진기、1917年3月13日 - 1986年7月13日）は、韓国の実業家、政治家。
本貫は南陽洪氏。号は維民（ユミン、유민）。日本名は徳山 進一。1940年に京城帝国大学法文学部法学科で学士号を取得して、その年の日本の高等文官試験に合格した。

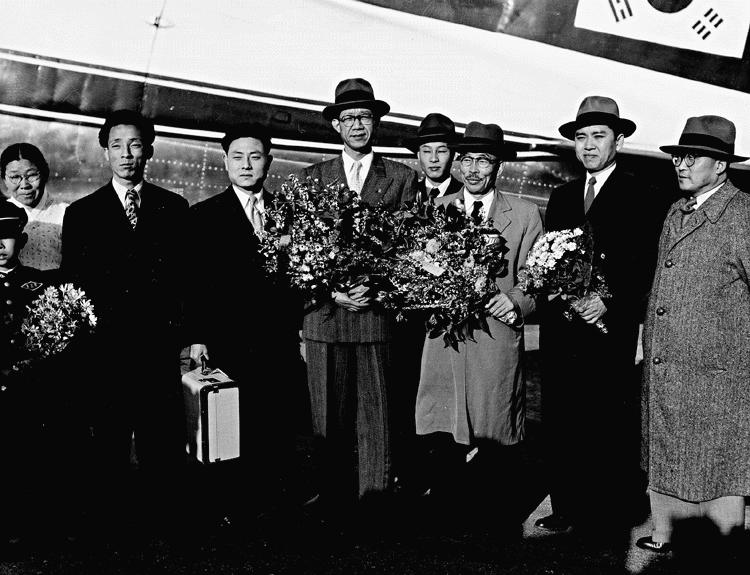
ジュネーブ会談に出席するため出国する林炳稷・卞栄泰・洪璡基（1954年）

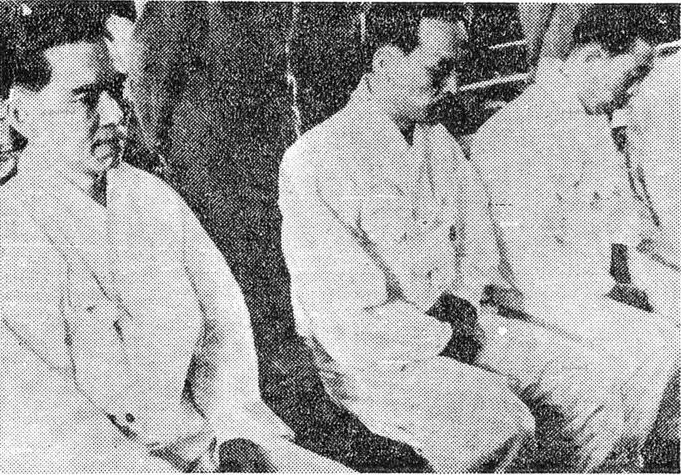
法廷に立った洪璡基、郭永周、柳忠烈（1959年）

李承晩政権に加わった後、洪璡基は1954年に法務部副長官、1958年に法務部長官を務め、1960年に内務部長官に就任した。1960年6月15日、尹潽善（第4代大統領）と張勉（第2代国務総理）が率いる第二共和国は、新憲法によって発足した。第二共和国発足の際、経済情勢には多くの問題があり、最終的には国家再建最高会議の下で軍事政権によって終結した。四月革命を共産党の扇動による事件で宣伝するなどの李承晩政権の行為の責任を負って公職から退いた後、起訴された。初めに死刑を宣告されたが、後に無期懲役を宣告されて間もなく釈放された。その後は実業家に転身し、1964年に中央ラジオ放送株式会社社長、1968年に中央日報社代表取締役社長、1971年に株式会社東洋放送代表取締役、1974年に中央日報・東洋放送株式会社社長、1980年に中央日報社の会長を務めた。　
長女の洪羅喜は1967年5月に親交がある李秉喆の息子である李健熙と結婚し、後にリウム美術館館長を務めた。共に実業家である洪錫炫、洪錫肇、洪錫埈、洪錫珪、洪羅玲も洪璡基の子女であり、洪羅玲は元国務総理の盧信永の次男と結婚した。孫に李在鎔、李富真らがいる。